# Aviron aux Jeux olympiques d'été de 1992
Navigation
Les épreuves d'aviron lors des Jeux olympiques d'été de 1992 se tiennent en Catalogne, au Espagne, du 27 juillet au 2 août 1992. Les épreuves se déroulent au lac de Banyoles. Quatorze finales figurent au programme de cette compétition (8 masculines et 6 féminines).

## Tableau des médailles
| Rang | Nation          | Or | Argent | Bronze | Total |
| ---- | --------------- | -- | ------ | ------ | ----- |
| 1    | Allemagne       | 4  | 3      | 3      | 10    |
| 2    | Canada          | 4  | 0      | 1      | 5     |
| 3    | Roumanie        | 2  | 4      | 1      | 7     |
| 4    | Australie       | 2  | 0      | 0      | 2     |
| 4    | Grande-Bretagne | 2  | 0      | 0      | 2     |
| 6    | États-Unis      | 0  | 2      | 1      | 3     |
| 7    | Italie          | 0  | 1      | 1      | 2     |
| 8    | Autriche        | 0  | 1      | 0      | 1     |
| 8    | Belgique        | 0  | 1      | 0      | 1     |
| 8    | Tchécoslovaquie | 0  | 1      | 0      | 1     |
| 8    | Norvège         | 0  | 1      | 0      | 1     |
| 12   | Pologne         | 0  | 0      | 2      | 2     |
| 12   | Slovénie        | 0  | 0      | 2      | 2     |
| 14   | Chine           | 0  | 0      | 1      | 1     |
| 14   | Pays-Bas        | 0  | 0      | 1      | 1     |
| 14   | Équipe unifiée  | 0  | 0      | 1      | 1     |

## Hommes

### Skiff
| Médaille           | Nom                | Pays            | Temps |
| ------------------ | ------------------ | --------------- | ----- |
| Médaille d'or      | Thomas Lange       | Allemagne       |       |
| Médaille d'argent  | Václav Chalupa     | Tchécoslovaquie |       |
| Médaille de bronze | Kajetan Broniewski | Pologne         |       |

### Deux de couple
| Médaille           | Pays      | Noms                          | Temps         |
| ------------------ | --------- | ----------------------------- | ------------- |
| Médaille d'or      | Australie | Peter Antonie Stephen Hawkins | 6 min 17 s 32 |
| Médaille d'argent  | Autriche  | Arnold Jonke Christoph Zerbst | 6 min 18 s 42 |
| Médaille de bronze | Pays-Bas  | Nico Rienks Henk-Jan Zwolle   | 6 min 22 s 82 |

### Quatre de couple
| Médaille           | Pays      | Noms                                                                 | Temps         |
| ------------------ | --------- | -------------------------------------------------------------------- | ------------- |
| Médaille d'or      | Allemagne | Andreas Hajek Michael Steinbach Stephan Volkert Andre Willms         | 5 min 45 s 17 |
| Médaille d'argent  | Norvège   | Kjetil Undset Per Sætersdal Lars Bjønness Rolf Thorsen               | 5 min 47 s 09 |
| Médaille de bronze | Italie    | Alessandro Corona Gianluca Farina Rossano Galtarossa Filippo Soffici | 5 min 47 s 33 |

### Deux sans barreur
| Médaille           | Pays        | Noms                                       | Temps         |
| ------------------ | ----------- | ------------------------------------------ | ------------- |
| Médaille d'or      | Royaume-Uni | Matthew Pinsent Steve Redgrave             | 6 min 27 s 72 |
| Médaille d'argent  | Allemagne   | Colin von Ettingshausen Peter Hoeltzenbein | 6 min 32 s 68 |
| Médaille de bronze | Slovénie    | Iztok Čop Denis Žvegelj                    | 6 min 33 s 43 |

### Deux barré
| Médaille           | Pays        | Noms                                                             | Temps         |
| ------------------ | ----------- | ---------------------------------------------------------------- | ------------- |
| Médaille d'or      | Royaume-Uni | Garry Herbert (barreur) Greg Searle Jonny Searle                 | 6 min 49 s 83 |
| Médaille d'argent  | Italie      | Giuseppe Di Capua (barreur) Carmine Abbagnale Giuseppe Abbagnale | 6 min 50 s 98 |
| Médaille de bronze | Roumanie    | Dimitrie Popescu Dumitru Răducanu Nicolaie Taga                  | 6 min 51 s 58 |

### Quatre sans barreur
| Médaille           | Pays       | Noms                                                         | Temps         |
| ------------------ | ---------- | ------------------------------------------------------------ | ------------- |
| Médaille d'or      | Australie  | Andrew Cooper Nicholas Green Mike McKay James Tomkins        | 5 min 55 s 04 |
| Médaille d'argent  | États-Unis | Jeffrey McLaughlin Doug Burden Thomas Bohrer Patrick Manning | 5 min 56 s 68 |
| Médaille de bronze | Slovénie   | Milan Jansa Sadik Mujkic Saso Mirjanic Janez Klemencic       | 5 min 58 s 24 |

### Quatre barré
| Médaille           | Pays      | Noms                                                                         | Temps         |
| ------------------ | --------- | ---------------------------------------------------------------------------- | ------------- |
| Médaille d'or      | Roumanie  | Iulică Ruican Viorel Talapan Dimitrie Popescu Dumitru Răducanu Nicolaie Taga | 5 min 59 s 37 |
| Médaille d'argent  | Allemagne | Ralf Brudel Uwe Kellner Thoralf Peters Karsten Finger Hendrik Reiher         | 6 min 00 s 34 |
| Médaille de bronze | Pologne   | Wojciech Jankowski Maciej Lasicki Jacek Streich Tomasz Tomiak Michal Cieslak | 6 min 03 s 27 |

### Huit
| Médaille           | Pays      | Noms | Temps         |
| ------------------ | --------- | --- | ------------- |
| Médaille d'or      | Canada    | Darren Barber Andrew Crosby Michael Forgeron Robert Marland Terrence Paul Derek Porter Michael Rascher Bruce Robertson John Wallace     | 5 min 29 s 53 |
| Médaille d'argent  | Roumanie  | Iulică Ruican Viorel Talapan Vasile Nastase Claudiu Marin Dănuț Dobre Valentin Robu Vasile Mastacan Ioan Vizitiu Marin Gheorghe         | 5 min 29 s 67 |
| Médaille de bronze | Allemagne | Roland Baar Armin Eichholz Detlef Kirchhoff Manfred Klein Bahne Rabe Frank Richter Hans Sennewald Thorsten Streppelhoff Ansgar Wessling | 5 min 31 s 00 |

## Femmes

### Skiff
| Médaille           | Nom              | Pays     | Temps |
| ------------------ | ---------------- | -------- | ----- |
| Médaille d'or      | Elisabeta Lipă   | Roumanie |       |
| Médaille d'argent  | Annelies Bredael | Belgique |       |
| Médaille de bronze | Silken Laumann   | Canada   |       |

### Deux de couple
| Médaille           | Pays      | Noms                             | Temps         |
| ------------------ | --------- | -------------------------------- | ------------- |
| Médaille d'or      | Allemagne | Kerstin Koppen Kathrin Boron     | 6 min 49 s 00 |
| Médaille d'argent  | Roumanie  | Veronica Cochelea Elisabeta Lipă | 6 min 51 s 47 |
| Médaille de bronze | Chine     | Gu Xiaoli Lu Huali               | 6 min 55 s 16 |

### Quatre de couple
| Médaille           | Pays                        | Noms                                                                         | Temps         |
| ------------------ | --------------------------- | ---------------------------------------------------------------------------- | ------------- |
| Médaille d'or      | Allemagne                   | Sybille Schmidt Birgit Peter Kerstin Müller Kristina Mundt                   | 6 min 20 s 18 |
| Médaille d'argent  | Roumanie                    | Anişoara Dobre Doina Ignat Constanţa Burcică Veronica Cochelea               | 6 min 24 s 34 |
| Médaille de bronze | Équipe unifiée de l’ex-URSS | Antonina Zelikovitch Tetiana Ustiuzhanina Ekaterina Karsten Elena Khloptseva | 6 min 25 s 07 |

### Deux sans barreur
| Médaille           | Pays       | Noms                                    | Temps         |
| ------------------ | ---------- | --------------------------------------- | ------------- |
| Médaille d'or      | Canada     | Kathleen Heddle Marnie McBean           | 7 min 06 s 22 |
| Médaille d'argent  | Allemagne  | Ingeburg Schwerzmann Stefani Werremeier | 7 min 07 s 96 |
| Médaille de bronze | États-Unis | Stephanie Maxwell-Pierson Anna Seaton   | 7 min 07 s 96 |

### Quatre sans barreuse
| Médaille           | Pays       | Noms                                                         | Temps         |
| ------------------ | ---------- | ------------------------------------------------------------ | ------------- |
| Médaille d'or      | Canada     | Jennifer Barnes Jessica Monroe Brenda Taylor Kay Worthington | 6 min 30 s 85 |
| Médaille d'argent  | États-Unis | Shelagh Donohoe Cynthia Eckert Carol Feeney Amy Fuller       | 6 min 31 s 86 |
| Médaille de bronze | Allemagne  | Antje Frank Annette Hohn Gabriele Mehl Birte Siech           | 6 min 32 s 34 |

### Huit
| Médaille           | Pays      | Noms | Temps         |
| ------------------ | --------- | --- | ------------- |
| Médaille d'or      | Canada    | Jennifer Barnes Shannon Crawford Megan Delehanty Kathleen Heddle Marnie McBean Jessica Monroe Brenda Taylor Lesley Thompson Kay Worthington       | 6 min 02 s 62 |
| Médaille d'argent  | Roumanie  | Veronica Necula Adriana Bazon Maria Pădurariu Iulia Bulie Doina Robu Victoria Lepădatu Doina Șnep-Bălan Elena Georgescu Ioana Olteanu             | 6 min 06 s 26 |
| Médaille de bronze | Allemagne | Sylvia Dördelmann Kathrin Haacker Christiane Harzendorf Daniela Neunast Cerstin Petersmann Dana Pyritz Annegret Strauch Ute Schell Judith Zeidler | 6 min 07 s 80 |